# Economia del Canada
L'economia del Canada è una delle più importanti al mondo, ed è tuttora in forte sviluppo. Tra le prime 12 per prodotto interno lordo (~2.142 miliardi di dollari), è caratterizzata dall'intenso sfruttamento delle risorse naturali e dall'elevato tenore di vita degli abitanti, superiore a quello degli stessi Stati Uniti.
Le attività principali sono i servizi (banche, commercio, comunicazione, turismo) e l'industria (mezzi di trasporto, lavorazione del legno, prodotti chimici, tessili ed alimentari, elettronica strumentale), sorta in gran parte grazie ad investimenti statunitensi. Importante è anche il settore primario (pesca, allevamenti, grano, soia, minerali grezzi e non solo), che alimenta forti esportazioni.

## Settore primario

### Agricoltura
L'agricoltura si avvale di tecniche moderne che consentono un'elevata produttività malgrado le limitate terre coltivabili. In Saskatchewan, Alberta e Manitoba troviamo colture di cereali, lino, tabacco, soia, colza e barbabietole da zucchero sono coltivati in Québec e nell'Ontario. Lungo la costa del Pacifico è diffusa la frutticoltura.                                                                                           È notevole la produzione di legname.

### Allevamento e pesca
Diffuso l'allevamento di bovini e suini mentre è in calo quello di animali da pelliccia.
La pesca è praticata sia lungo le coste oceaniche sia nelle acque interne. Le specie più diffuse sono merluzzi, aragoste, salmoni, trote e lucci. La pesca, sia marittima sia nelle acque interne, riveste importanza centrale, che fa del Canada il primo esportatore mondiale e permette una fiorente industria della conservazione e dell'inscatolamento.

### Giacimenti ed estrazioni
Nel sottosuolo ci sono giacimenti di quasi tutti i minerali. Il Canada è al primo posto per la produzione di uranio, al secondo per lo zinco e il nichel, al terzo per il rame.
Importanti sono le riserve di petrolio, gas naturale, carbone, potassio, alluminio (bauxite), ferro, piombo, oro e sale (halite). Dagli anni novanta sono attivi anche giacimenti di diamanti nei Territori del Nord-Ovest, in particolare nei pressi di Yellowknife, ai quali, dalla primavera del 2008, si è aggiunta una miniera in Ontario, la Victor's Project. Inoltre nel campo minerario sono in primo piano la produzione di carbone, di minerali di ferro, del petrolio e del gas naturale. Importante l'estrazione di nichel, platino e argento.

## Settore secondario
Tra le industrie hanno avuto una notevole espansione le attività estrattive e i comparti metallurgico, meccanico e agroalimentare. Alle industrie del legno che producono cellulosa, carta e pasta di legno si sono affiancate imprese specializzate nella costruzione di mobili e case prefabbricate.
Negli ultimi decenni, inoltre, è stato dato grande impulso ai comparti delle tecnologie avanzate: informatica, telecomunicazioni, biotecnologie, ingegneria aerospaziale.

## Settore terziario
Notevole è stato il progressivo incremento degli scambi commerciali con l'estero, in particolare con USA, Gran Bretagna e Giappone. Il turismo è in crescita.
Il traffico aereo si avvale di ben 900 aeroporti (5 sono quelli internazionali), importanti per coprire le enormi distanze che separano i centri principali. Questo settore delle comunicazioni, però, ha risentito della crisi del trasporto aereo successiva agli attentati terroristici dell'11 settembre 2001.